# 内藤政成
内藤 政成（ないとう まさしげ）は、江戸時代後期の大名。三河国挙母藩4代藩主。官位は従五位下・兵部少輔、山城守、摂津守。挙母藩内藤家8代。井伊直弼の実兄。

## 生涯
享和2年（1802年）2月6日、近江国彦根藩主・井伊直中の八男として誕生。文化9年（1812年）11月22日、3代藩主・内藤政峻の養子となり、文化10年（1813年）2月27日の政峻の隠居により家督を継いだ。直後の5月には、藩財政再建を目指して5ヵ年の倹約令を出した。しかし文化12年（1815年）4月、倹約令を3ヵ年の緩める代わりに、家臣の家禄削減を行ない、さらに自らの藩庁を藩校に移すなどして経費節減に努めた。文政元年（1818年）にオランダ軍制を採用している。文政3年（1820年）1月15日には藩政改革派の竹村梅斎によって、専横の振る舞いがあった津村吉徳が暗殺されている。
文政4年（1821年）7月には諸費倹約の藩法である25条を制定し、文政5年（1822年）にはさらなる家禄削減を行なった。文政9年（1826年）には自らの衣食住の節減や生活費用の切り詰めを行なっている。しかし天候不順や矢作川の洪水などの天災が相次ぎ、改革に効果はほとんど得られず、失意に落ちた政成は文政13年（1830年）9月20日、実弟の政優を養子に迎え、家督を譲って隠居した。ただし実弟を養子に迎えた理由は、養子の際の持参金目的で、この持参金は挙母藩の借財整理に当てられている。
後に晃堂と号した。桜田門外の変で暗殺された弟・井伊直弼の後を追うように、万延元年（1860年）3月30日に死去した。享年59。
十二男の内藤政共は廃藩置県後に養子として旧挙母藩主家を相続（挙母藩内藤家当主としては12代目）、後に子爵に叙せられた。

## 系譜
父母
- 井伊直中（実父）
- 八千女 ー 勅使河原氏、側室（実母）
- 内藤政峻（養父）

正室
- 正室：内藤甲子 ー 内藤政峻の長女

側室
- 万
- 志津
- 久弥
- 初（宇野氏）
- 津麻（木村氏）

子女
- 内藤政正（長男）
- 内藤政又（次男）生母は甲子（正室）
- 内藤政和
- 内藤政就（四男）
- 内藤政共（十二男） ー 内藤文成の養子
- 松平康圭正室 ー 内藤政優の養女
- 内藤鶴子 ー 中山信徴正室

養子、養女
- 内藤政優 ー 井伊直中の十三男（実弟）
- 内藤増子 ー 寛寿院、内藤政文正室、内藤政又の娘